# Наумов, Алексей Сергеевич
Алексей Сергеевич Наумов (2 февраля 1972, Ленинград, СССР) — советский и российский футболист, защитник.

## Карьера

### Клубная
Воспитанник ленинградского футбола. В конце 1990 года был приглашён в «Зенит» из «Кировца». Потом провёл в «Зените» (СПб) 6 сезонов. Из-за проблем со здоровьем пропустил сезон-1997. 1998 год начал во второй команде «Зенита» из второго дивизиона, в середине сезона перешёл в ФК «Тюмень». Принимал участие в драматичном матче последнего тура «Зенит» — «Тюмень» против своей бывшей команды. «Зениту» для попадания в Кубок УЕФА необходимо было выигрывать, однако «Тюмень», набравшая в предыдущих 29 играх всего 7 очков, сумела отстоять ничью.
Первый круг 1999 года провёл в команде бывшего тренера «Зенита» Павла Садырина «Рубин». Следующие полтора года отыграл в череповецкой «Северстали». В 2002 году по приглашению тренера белорусской команды «Торпедо-МАЗ» Сергея Францева, с которым работал ещё в ДЮСШ «Кировец», переехал в Минск. В 2002 и 2003 годах входил в число 22 лучших футболистов чемпионата Белоруссии, признавался лучшим защитником. В 2005—2006 годах выступал под руководством Михаила Мархеля в брестском «Динамо».
Сезон-2008 провёл в любительском ФК «Карелия», где был капитаном команды. В начале февраля 2009 подписал контракт с эстонским «Калевом» Силламяэ, где и продолжил игровую карьеру.

### В сборной
В 1991—1994 годах играл за молодёжные сборные СНГ и России.